# Eremobia citrina
Eremobia citrina är en fjärilsart som beskrevs av Donovan 1801. Eremobia citrina ingår i släktet Eremobia och familjen nattflyn. Inga underarter finns listade i Catalogue of Life.